# Marcel Joannon
Œuvres principales
- Les Allemands en Provence (1919)
- L'Allemagne et l'après-guerre (1920)
- Le Cours Mirabeau, trois siècles d'histoire (1920)
- Le Roman d'amour de Paul Arène (1945)[2]

Marcel Joannon, dit Marcel Provence, né à Marseille le 11 août 1892 et mort à Aix-en-Provence le 26 mai 1951, est un érudit aixois, élève de Frédéric Mistral, défenseur de la langue et de la culture provençales, historien, mécène, membre de l'Académie d'Aix de 1933 à sa mort, Président de l'Académie d'Aix de 1945 à 1947  et administrateur du château de Lourmarin en 1946-1947.

## Biographie
Arrière petit-fils du docteur Arnaud (1767-1846, un des membres fondateurs de la société savante de 1808), Marcel Joannon prend le pseudonyme de "Provence" à 19 ans. Il est le frère du cinéaste Léo Joannon (1904-1969).
Passionné de culture provençale et homme de communication, il a exploré quasiment toutes les facettes du patrimoine multipliant actions et créations: création de théâtres de plein air dans différentes villes de Provence (Sisteron, Riez, Aix-en-Provence, Embrun), achat et sauvegarde de l'atelier de Cézanne (1921), fondation de la première société Paul Cézanne (1923) ; relance de l'industrie faïencière à Moustiers (1926), création du Musée du Vieil-Aix (1932), réorganisation du musée des Tapisseries, création des saisons d'art alpin.
Après son rachat de l’Atelier de Paul Cézanne au fils du peintre, en 1921, il y vécut dans une seule pièce du rez-de-chaussée pour ne rien déranger du premier étage, où le peintre peignait, afin que "l’esprit" du peintre ne s’en évanouisse pas.

## Œuvres
L'œuvre de Marcel Provence est intimement liée au terroir provençal et à ses nombreux travaux personnels de conservation du patrimoine culturel et architectural de Provence.

### Nouvelle
- La Cage de Nadalia, conte pour les grandes personnes, 1924 (Éditions des "Cahiers d'Aix")

### Théâtre
- La Nymphe et le Chasseur, 1924 (éditions des "Cahiers d'Aix")
- Le Meunier de la Tour d'Aygues (farce), 1941 (Éditions du Bastidon)
- Provence et Pureté (en collaboration avec le compositeur Émile Lombard), 1957 (Édition du Bastidon)

### Poésie
- D'amour et de jeunesse, poésies 1920-1920 (hors commerce)

### Ouvrages biographiques
- Le Roman d'amour de Paul Arène, 1945 (E. Aubanel: (Impr. de Aubanel père) - Prix Lange de l’Académie française en 1946
- Cézanne au Tholonet. Édition du Mémorial d'Aix, 1939 (Société Paul Cézanne)

### Ouvrages historiques et autres publications
- Les Allemands en Provence, 1919 (Paris : Nouvelle librairie nationale)
- Les Allemands en Provence. Histoire de l'invasion économique et de l'espionnage allemand dans le midi de la France (1911-1918), 1919 (Société de la revue Le Feu)
- L'Allemagne et l'après-guerre, 1920 (Nouvelle librairie nationale)
- Au Béarn avec Francis Jammes, 1921 (Revue hebdomadaire)
- Dossiers biographiques Boutillier du Retail (recueil), 1922 (La revue de France : Revue bleue : Revue hebdomadaire)
- Petite histoire familière de la crèche et du santon, 1925 (Éditions du Bastidon)
- La Pastorale de Fours, 1931 (Éditions du Feu)
- Poète et comédienne au service de la France (Théodore de Banville et Marie Daubrun à Nice l'année de l'annexion), 1932 (Extr. du Mercure de France)
- Faïences de Moustiers et de Turin au XVIIIe siècle, 1933 (Éditions du Feu)
- Catalogue du musée lapidaire de Riez, 1934 (impr. de Ch. Testanière)
- La Provençalité de Barcelonnette. Le Retour de Barcelonnette à la France, 1936 (Impr. de Chaspoul)
- Les Sonnailles de Carpentras, 1937 (impr. de L. Jean)
- Le Folklore de Moustiers, 1938 (Éditions du Bastidon)
- Le Musée des tapisseries à Aix-en-Provence, 1947 (éd. Musée des tapisseries)
- Belle Provence, enrichi de 28 gravures sur bois d'Émile-Henry Tilmans, 1947 (Ophrys, Gap)
- Nouvelle histoire du santon, 1949 (Tacussel)
- Le Cours Mirabeau, trois siècles d'histoire, 1953 (Éditions du Bastidon)

## Hommages posthumes

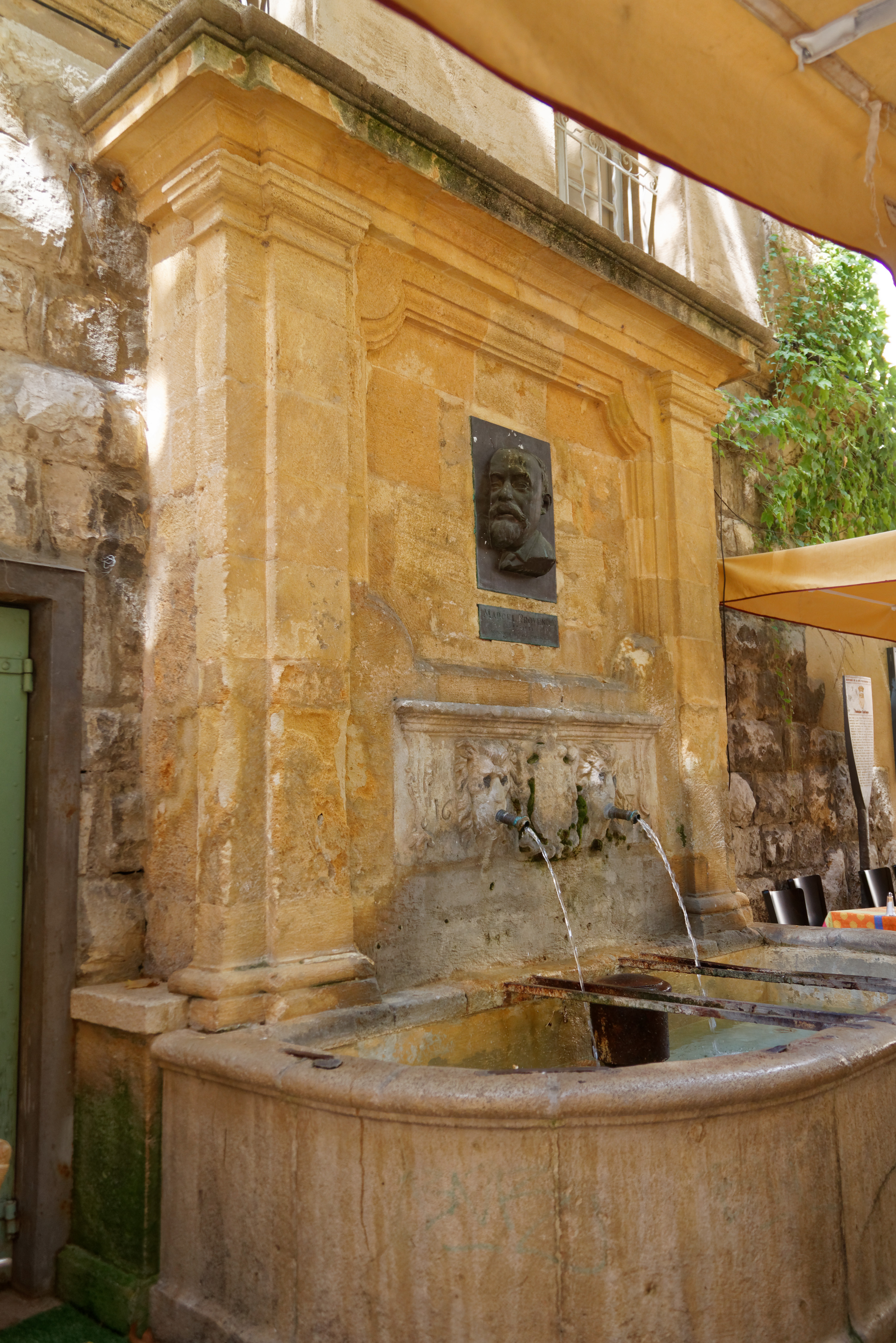
Fontaine d'Espéluque (2018)

À Aix, une rue porte son nom, entre l'avenue Henri Pontier et la rue de la Molle.
Un centre de jour porte son nom à Aix.
La plus vieille fontaine d'Aix, la fontaine d'Espéluque, est ornée d'un portrait en bronze de Marcel Provence, ajouté par la ville d'Aix reconnaissante, en 1953.
Pour les cent ans de sa naissance, les musées du Vieil Aix, de la Faïence à Moustiers et de la Vallée à Barcelonnette ont organisé des manifestations et publié un livre collectif : Un fou de patrimoine, Marcel Provence (Éditions Sabença de la Valeia, 1995).